# Thomas Adamek

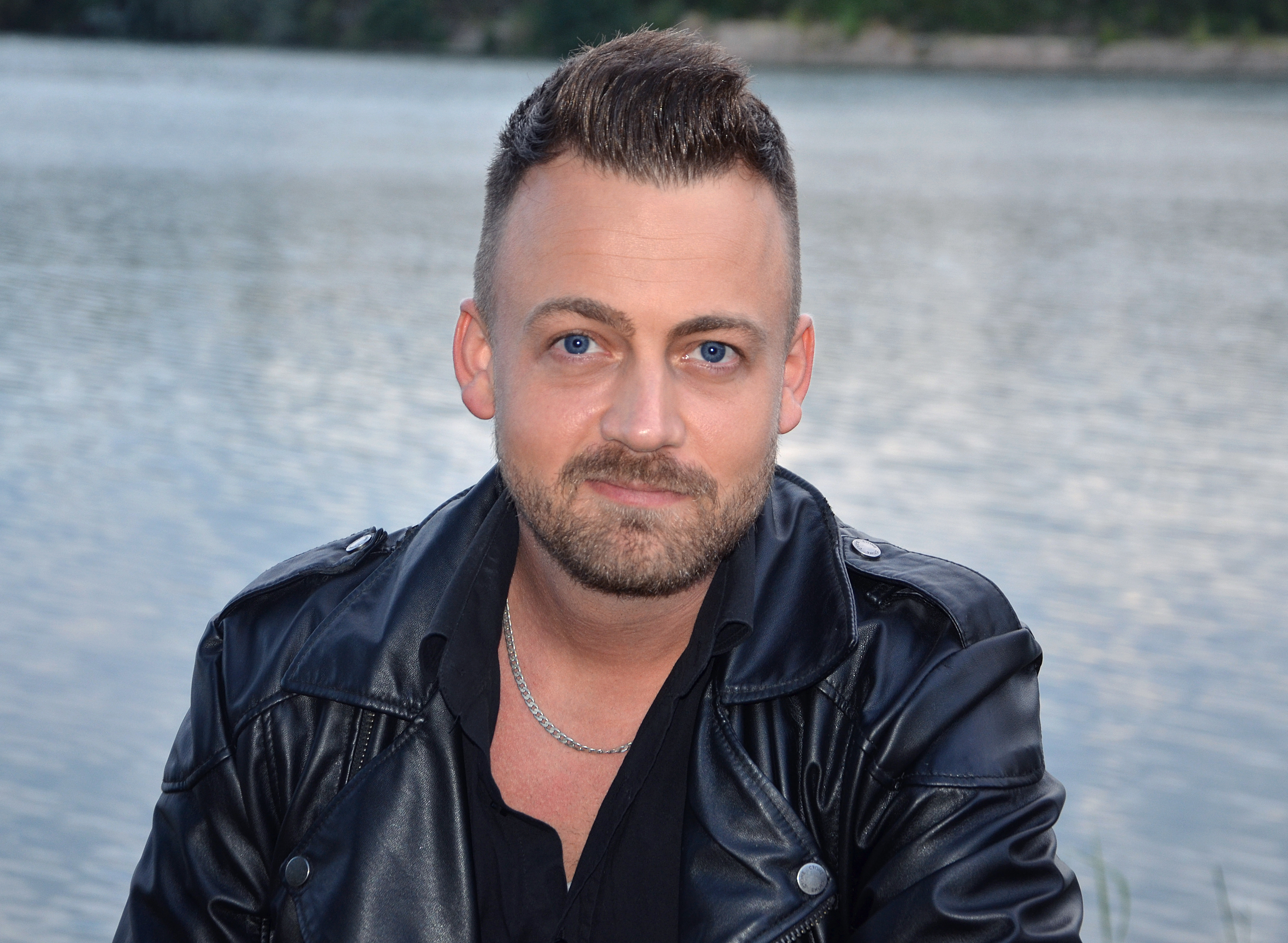
Thomas Adamek (2022)

Thomas Adamek (* 30. Januar 1991 in Aachen) ist ein deutscher Schauspieler.

## Leben und Wirken
Thomas Adamek hat polnische Wurzeln und lebt in Aachen. Seine Eltern und seine Familie kommen aus Tichau (polnisch: Tychy, Schlesien). Er besuchte das St. Leonhard Gymnasium in Aachen und erreichte dort 2010 die Fachhochschulreife. Unmittelbar danach leistete er seinen Zivildienst am Universitätsklinikum Aachen ab, den er freiwillig um drei weitere Monate verlängert hat. Anschließend absolvierte er von 2012 bis 2015 eine Schauspielausbildung an der Aachener Schauspielschule.
Schon lange vor seiner Ausbildung war er bereits im deutschen Fernsehen zu sehen. Seit 2007 hat er Rollen überwiegend in Fiction- und Scripted-Reality-Formaten übernommen. Von April 2018 bis Juli 2022 spielte er in der täglichen Vorabendserie Krass Schule – Die jungen Lehrer bei RTL II die Hauptrolle des jungen Lehrers Dietrich Nolting.
Darüber hinaus übernahm Adamek ab dem Schuljahr 2017/2018 die Aufgaben eines Dozenten in den Fächern Szenenarbeit und Gesang an seiner ehemaligen Ausbildungsstätte, der Aachener Schauspielschule, und leitete dort zudem den Jugendkurs.

## Filmografie (Auswahl)

### Fernsehen
- 2010: Comedystreet
- 2012: Die Kaya Show
- 2014; 2015: In Gefahr – Ein verhängnissvoller Moment (Fernsehserie)
- 2014; 2016: Unter uns (Fernsehserie)
- 2014: Verbotene Liebe (Fernsehserie)
- 2016: Einsatz in Köln (Fernsehserie)
- 2016: Mann, Sieber! (Fernsehserie)
- 2017: Der Lehrer (Fernsehserie)
- 2018–2022, 2025–: Krass Schule – Die jungen Lehrer (Fernsehserie)
- 2024: Der Mann im Mond – Akt 4

### Theater
- 2015: Schneekönigin